# 曼戈 (印度)
曼戈（Mango）是印度贾坎德邦Purbi Singhbhum县的一个城镇。总人口166091（2001年）。

## 人口
该地2001年总人口166091人，其中男性87322人，女性78769人；0—6岁人口23990人，其中男12286人，女11704人；识字率69.55%，其中男性为75.63%，女性为62.81%。